# Szalánta
Szalánta is een plaats (község) en gemeente in het Hongaarse comitaat Baranya. Szalánta telt 1 213 inwoners (2007).